# Tristan a Isolda (opera)
Tristan a Isolda (Tristan und Isolde) je opera, nebo také všeumělecké dílo Richarda Wagnera. Opera má tři jednání a je napsaná na námět německého libreta samotným skladatelem. Libreto vychází z románu Gottfrieda von Strassburga - Tristan (úprava středověké legendy Tristan and Iseult). Opera byla zkomponována v letech 1857-1859 a premiéry se dočkala v Mnichově dne 10.6. 1865 pod taktovkou Hanse von Bülowa. Podnětem ke vzniku opery byly city, které choval Wagner k Mathilde Wesendonck, a také filosofie Arthura Schopenhauera, se kterou ho seznámil jeho přítel Georg Herwegh roku 1854 - tehdy začal psát libreto.
O Tristanovi a Isoldě se často mluví jako o mezníku ve vývoji západní hudby a to díky originálním a na svou dobu nečekaným harmonickým spojům i instrumentací (užívání nástrojů). Během celé opery Wagner pozoruhodně využívá barevného rozsahu orchestru, harmonie i polyfonie a to s volností, jež u jeho předchozích děl lze nalézt jen vzácně. První akord, tzv. tristanovský (F-H-Dis-Gis; leitmotiv Tristana), je významný svým odklonem od klasické harmonie, když je rozveden dále do dalšího disonantního akordu. V průběhu celé opery takto Wagner používá harmonických průtahů. Ty nejsou až do konce třetího dějství rozvedeny.
Tonalita opery měla obrovský dopad na západní klasickou hudbu (stejně tak v opeře Prsten Nibelungův) a ovlivnila spoustu dalších skladatelů, např. Gustava Mahlera, Richarda Strausse nebo Karla Szymanowského. Využití barev orchestru také později ovlivnilo i filmovou hudbu.

## Postavy
| Role                                             | Hlas                    |
| ------------------------------------------------ | ----------------------- |
| Tristan, šlechtic z Bretaně, synovec krále Marka | tenor                   |
| Isolda, irská princezna zaslíbená Markovi        | soprán                  |
| Brangäne, Isoldina služebná                      | soprán nebo mezzosoprán |
| Kurwenal, Tristanův sluha                        | baryton                 |
| Marke, král Cornwallu                            | bas                     |
| Melot, dvořan, Tristanův přítel                  | tenor nebo baryton      |
| Pastýř                                           | tenor                   |
| Kormidelník                                      | baryton                 |
| Mladý námořník                                   | tenor                   |

## Obsah

### První dějství
Isolda, slíbená králi, strýci Tristana - Markovi, a její služka Brangäne, jsou ubytovány na Tristanově lodi, plující do králových zemí - do Cornwallu. Mladý námořník zpívá o „divoké irské služce“ ("West-wärts schweift der Blick") což si Isolda vyloží jako výsměch vůči ní samotné. Ve vzteku si přeje, aby se loď potopila, a aby všichni, jež jsou na palubě, zemřeli ("Erwache mir wider, kühne Gewalt"). Její hněv je částečně mířený na Tristana - rytíře, který je zodpovědný za její unesení a za více, než se zdá. Vysílá Brangäne za ním samotným se vzkazem, aby ji urychleně navštívil ("Befehlen liess' dem Eigenholde"). Ten odmítá se slovy, že jeho místo je u kormidla. Jeho kumpán Kurwenal, odpovídá více příkře – Isolda přece není v pozici, aby mohla rozkazovat. Připomíná také, že její předchozí snoubenec, Morold, byl zabit právě Tristanem ("Herr Morold zog zu Meere her").
Brangäne se vrací k Isoldě, která si vyslechne Tristanova slova. Mladé služce vypráví, co se po smrti Morolda přihodilo s cizincem, který si říkal Tantris.
Poté, co našla Tantrise smrtelně raněného ve člunu ("von einem Kagn, der klein und arm"), použila své léčící schopnosti, kterým ji naučila matka, aby ho uzdravila. Během jeho zotavování ale zjistila, že je to sám Tristan, vrah jejího snoubence. Když před ní bezmocně ležel, pokusila se muže zabít. Tristan se ale nedíval na meč, který jej mohl zabít, ani na ruku, jež ho držela, ale do jejích očí ("Er sah' mir in die Augen"). Jeho pohled ji bodl u srdce tak silně, že jej nedokázala zabít. Tristan mohl odejít se slibem, že se už nikdy neobjeví. Slib nedodržel, vrátil se s úmyslem zavdat Isoldu Markovi.
Isolda, stále naštvaná zradou, trvá na pomstě a nařizuje Brangäne, aby připravila lektvar její matky - smrtící jed.
Kurwenal se objevuje v jejich kajutách ("Auf auf! Iht Frauen!") a ohlašuje brzký konec plavby. Isolda se odmítá před králem objevit, dokud za ní nepřijde Tristan s omluvou. Ten se nenechá přemlouvat. Chce po něm zadostiučinění za Moroldovu smrt, Tristan jí však nabízí svůj meč, aby jej na oplátku tasila. Isolda odmítá s tím, že se chce usmířit – a to nápojem přátelství. Vypíjí s vědomím, že oba zemřou ("Wohl kenn' ich Irland's Königin"). Místo očekávané smrti však na sebe dlouze zamilovaně hledí ("Tristan! Isolde!"). Místo jedu vypili nápoj lásky! Hlasy námořníků ohlašují příjezd do přístavu.

### Druhé dějství
Je noc a král odjíždí se svou družinou na lov. V zahradě mimo hrad poslouchá Isolda zvuk rohů a několikrát si myslí, že skupina je dost daleko na to, aby uhasila pochodeň – což je domluvený signál pro Tristana ("Nicht Hörnerschall tönt so hold"). Brangäne ji však varuje, že jeden z králových rytířů, Melot, si všiml zamilovaných pohledů mezi ní a Tristanem ("Ein Einz'ger war's, ich achtet' es wohl"). Isolda ale věří, že rytíř je jeden z Tristanových nejlepších přátel, pošle Brangäne hlídat na hradby a hasí pochodeň.
Když Tristan přijde, Isolda ho bouřlivě vítá. Vyznávají si city, lásku a vzájemnou tužbu. Tristan odsuzuje falešnost světlého dne, která je rozděluje, protože jen v noci mohou být spolu. Navždy spojeni mohou být jen v dlouhé noci – noci smrti ("O sink' hernieder, Nacht der Liebe"). Během času tráveného v zahradě na ně Brangäne několikrát volá, že noc už končí ("Einsam wachend in der Nacht"), ale oni ji s vidinou vítané smrti neposlouchají. Jejich idyla končí ve chvíli, kdy přiběhne Kurwenal a varuje je, že král a jeho skupina se vrátila a míří k nim, vedeni Melotem, který je vyzradil.
Král Marke je pohnut a zklamán nejen tím, že jeho synovec sám nevěstu vybral a teď ho znectil, ale také Melotem, který se rozhodl zradit Tristana, a stejně tak zradou Isoldy ("Mir - dies? Dies, Tristan – mir?"). Když se ho král ptá, proč ta zrada, Tristan odmítá odpovědět s tím, že on tomu stejně nedokáže porozumět. Poté se obrátí na Isoldu, zda jej bude následovat do světa mrtvých. Souhlasí. Tristan přede všemi vyčítá Melotovi žárlivost a zamilovanost do jeho milé. Strhne se boj, raněný Tristan padá do Kurwenalových rukou.

### Třetí dějství
Kurwenal odváží Tristana domů, do hradu Kareol v Bretani. Pastýř truchlivě hraje na píšťalu a ptá se, zda se už Tristan probudil. Sluha mu odpovídá, že jej může zachránit pouze Isolda a její nadpřirozené schopnosti. Pastýř nadšeně slíbí, že zveselí svůj tón hned, jak uvidí přijíždět jakoukoli loď.
Tristan se probouzí ("Die alte Weise - was weckt sie mich?"). V blouznění naříká nad falší světlého dne a vypráví, jak navštívil svět noci, že se tam chystá znovu jít. Při životě ho drží pouze touha najít Isoldu ("Wo ich erwacht' Weilt ich nicht"). Jeho smutek končí poté, co se dozvídá, že Isolda je na cestě. Přešťastný Tristan si představuje připlouvající loď, avšak pastýřova píšťala zní stále zarmouceně. Poznává tón Pastýře, který slyšel jako dítě ve spojení se smrtí jeho rodičů ("Muss ich dich so versteh'n, du alte, ernst Weise") a který si později spojil také s tím, jak málem umřel po duelu s Moroldem. Moře je prázdné. Tristan si přeje, aby Isoldin lék, namísto oživení do života plného bolesti z jeho touhy, ukončil jeho trápení ("Verflucht sei, furchtbarer Trank!").
Pastýřova hra se konečně změní. Kurnewal vidí loď. Tristan se vzbudí se žehnáním tomuto dni, jehož světlo ukázalo Isoldě cestu k němu. Ze vzrušení si strhá všechny obvazy a nechá své rány krvácet ("Hahei! Mein Blut, lustig nun fliesse!"), aby jej
mohla vyléčit „navždy“. Ta však nestíhá přijít včas a Tristan, vykrvácený a omdlívající, umírá v jejích rukou.
Pastýř ohlašuje další loď, na které přijíždí, jak se kumpán Kurwenal domnívá, Marke a Melot za svou pomstou ("Tod und Hölle! Alles zur Hand!"). Kurwenal útočí a zabíjí Melota z pomstychtivosti. Sám však v souboji umírá. Král truchlí nad tělem Tristana a nad ztrátou svého nejvěrnějšího přítele. Cítí marnost a výčitky. Dozvěděl se totiž o nápoji lásky a přijel se nikoliv pomstít, ale omluvit ("Warum Isolde, warum mir das?"). Během toho se Brangäne snaží vzbudit Isoldu, ta však nevnímá. Před očima jí Tristan láká jít za ním, do světa mrtvých ("Liebestod"). Isolda mu podlehne a v blouznění se utopí ("Mild und leise wie er lächelt").

## Inscenace v Česku (výběr)

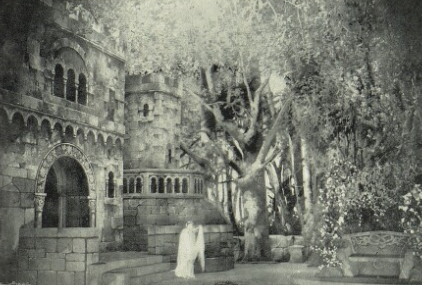
Anna Slavíková jako Isolda, Národní divadlo 1913

- Pražské Národní divadlo uvedlo Tristana a Isoldu poprvé v roce 1913.
- Po roce 1913 do roku 2010 uvedlo Národní divadlo ještě tři další inscenace této opery.[1]